# 2-й провулок Кармелюка (Житомир)
2-й провулок Кармелюка — провулок в Богунському районі міста Житомира.

## Характеристики
Знаходиться на Мальованці. Бере початок з вулиці Героїв Пожежників. Прямує на північний схід. Завершується глухим кутом за 160 м від початку.

## Історія
Провулок виник і забудовувався після Другої світової війни. Забудова кінця провулка — початку XX століття. 
До 1958 року мав назву проїзд Кармалюка. З 1958 року — провулок 2-й Кармалюка. Рішенням Житомирської міської ради від 28.03.08 №583 уточнено правопис найменування провулка — 2-й Кармелюка.